# هوراس فيشر
هوراس فيشر (3 أغسطس 1903 - 16 أبريل 1974) (بالإنجليزية: Horace Fisher)‏ هو لاعب كريكت بريطاني (وحمل سابقاً جنسية المملكة المتحدة لبريطانيا العظمى وأيرلندا).

## وصلات خارجية
- هوراس فيشر على موقع إي آس بي آن كريك إنفو (الإنجليزية)